# Rojnivka, Icinea
Rojnivka (în ucraineană Рожнівка) este localitatea de reședință a comunei Rojnivka din raionul Icinea, regiunea Cernihiv, Ucraina.

## Demografie
Componența lingvistică a localității Rojnivka
     Ucraineană (99,38%)
     Alte limbi (0,62%)
Conform recensământului din 2001, majoritatea populației localității Rojnivka era vorbitoare de ucraineană (99,38%), existând în minoritate și vorbitori de alte limbi.